# Famille Champion
Ne doit pas être confondu avec Famille Champion de Cicé.
La famille Champion est une famille de petite noblesse originaire de Saint-Michel-de-Maurienne.

## Histoire

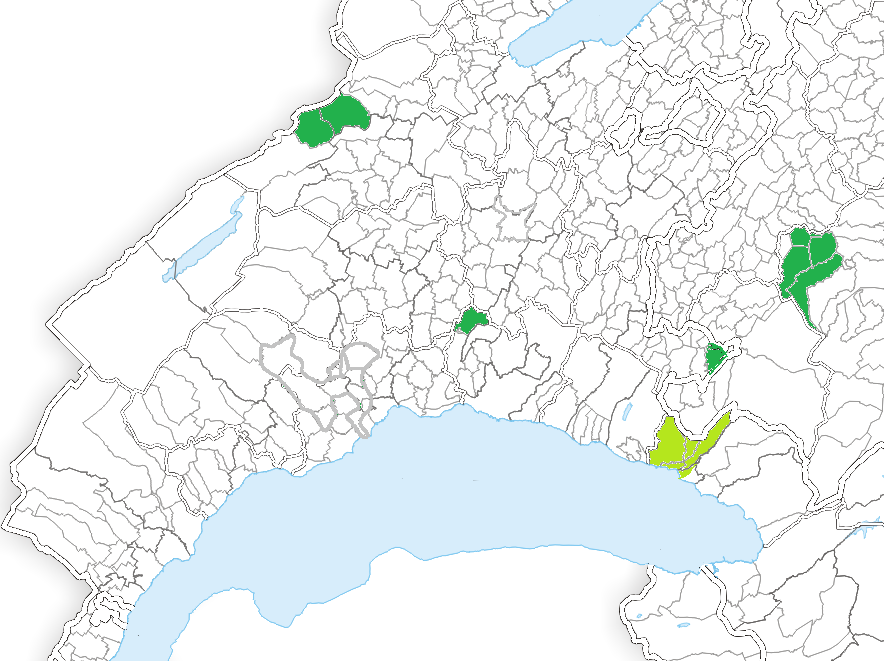
Carte montrant les possessions de la famille Champion. Les lieux en vert clair sont les lieux dans lesquels les droits des Champion sont partiels.

La famille Champion est originaire de Saint-Michel-de-Maurienne, dans la vallée de la Maurienne, en Savoie.
Son ascension sociale est à mettre en lien avec la grande mobilité de ses membres dans les terres relevant des comtes de Savoie. Vers 1370, Antoine Champion obtient la charge d'officier comtal dans la partie nord du Léman.
Les nobles Champion sont seigneurs de la Bâtie-Beauregard à Collex-Bossy.
Antoine Champion est châtelain de Rue. Jacques Champion est bailli du Chablais de 1399 à 1403.
François Champion, lié à François Bonivard, trahit cependant ce dernier en 1519 en le livrant au duc de Savoie. En 1536, lors de la conquête bernoise du Pays de Vaud, Champion, qui possède une importante propriété vigneronne sur La Côte, La Bâtie à Vinzel, est frappé d'une rançon considérable de 100 écus.

## Personnalités
- Amédée Champion, seigneur de Vaulruz, fils de noble Jacques Champion, donne à son cousin Jean de Blonay, coseigneur de Vevey, une maison sise à Vevey au Bourg de Blonay-Dessous[5].
- Antoine Champion, évêque de Mondovi, puis évêque de Genève.

## Armoiries
Les armes de la famille se blasonnent ainsi : de gueules, à un chevalier équipé d'argent, sur un cheval du même.,